# Oztotitlán
Oztotitlán är en ort i Mexiko.   Den ligger i kommunen José Joaquín de Herrera och delstaten Guerrero, i den sydöstra delen av landet, 220 km söder om huvudstaden Mexico City. Oztotitlán ligger 1 740 meter över havet och antalet invånare är 247.
Terrängen runt Oztotitlán är huvudsakligen kuperad, men västerut är den bergig. Runt Oztotitlán är det ganska glesbefolkat, med 39 invånare per kvadratkilometer. Närmaste större samhälle är Tomactilicán, 1,9 km sydost om Oztotitlán. I omgivningarna runt Oztotitlán växer huvudsakligen savannskog.